# 桤泉镇
桤泉镇，是中华人民共和国四川省成都市崇州市曾经下辖的一个镇。2019年12月，撤销桤泉镇、集贤乡，将原桤泉镇和原集贤乡所属行政区域划归隆兴镇管辖。

## 行政区划
桤泉镇撤销前下辖以下地区：
中和社区、生建村、千功村、灵通村和群安村。